# گونتر اشتاینس
گونتر اشتاینس (آلمانی: Günther Steines; ۲۸ سپتامبر ۱۹۲۸ – ۳ ژوئن ۱۹۸۲) دونده دو نیمه‌استقامت اهل آلمان بود.